# Departamento de Boyacá
Koordinaten: 5° 30′ N, 73° 18′ W
Das Departamento de Boyacá ist ein Departamento im Nordosten Kolumbiens. Es grenzt im äußersten Nordosten an das Land Venezuela. Die weiteren Grenzen teilt es (im Uhrzeigersinn) mit den Departamentos Arauca, Casanare, Cundinamarca, Antioquia, Santander und Norte de Santander. Die Hauptstadt von Boyacá ist Tunja mit ca. 180.000 Einwohnern.
Die zweite wichtige Stadt ist Duitama (genannt die „Perle von Boyacá“), die sich im Lauf der Jahre zu einem bedeutenden Industriezentrum entwickelte.
In der Landwirtschaft werden hauptsächlich Kartoffeln, Weizen, Gemüse, Agaven, Kaffee, Tabak und Früchte angebaut.
Boyacá ist das Hauptgewinnungsgebiet für Smaragde. In der Industrie dominieren Eisenverarbeitung, Zement- und Getränkeherstellung.
Touristisch relevant sind die Brücke Puente de Boyacá, Schauplatz der Schlacht von Boyacá; die Laguna de Tota (Totasee) und die Thermalbäder von Paipa. Eine der wohl schönsten Kolonialstädte Kolumbiens liegt ebenfalls im Departamento de Boyacá: Villa de Leyva.

## Administrative Unterteilung
Die 123 Gemeinden Boyacás stehen in der Liste der Municipios im Departamento de Boyacá.